# パンタレオ・コルヴィーノ

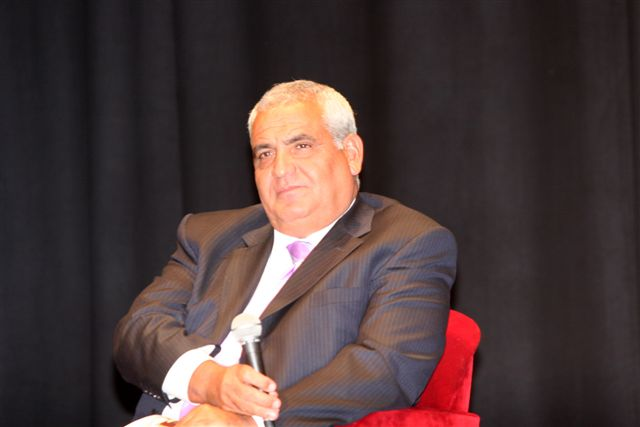
2008年9月のコルヴィーノ

パンタレオ・コルヴィーノ（Pantaleo Corvino、1950年1月1日 - ）は、イタリア・ヴェルノレ出身の、元フィオレンティーナのスポーツディレクター（SD）及び同クラブ下部組織の統括総責任者である。

## 人物
2005年にフィオレンティーナのスポーツディレクターに就任後、数々の無名選手の発掘や、有望若手選手の獲得に尽力し、セリエA復帰後のフィオレンティーナの躍進を支えた中心人物である。

## 来歴

### 軍人からカルチョ界へ

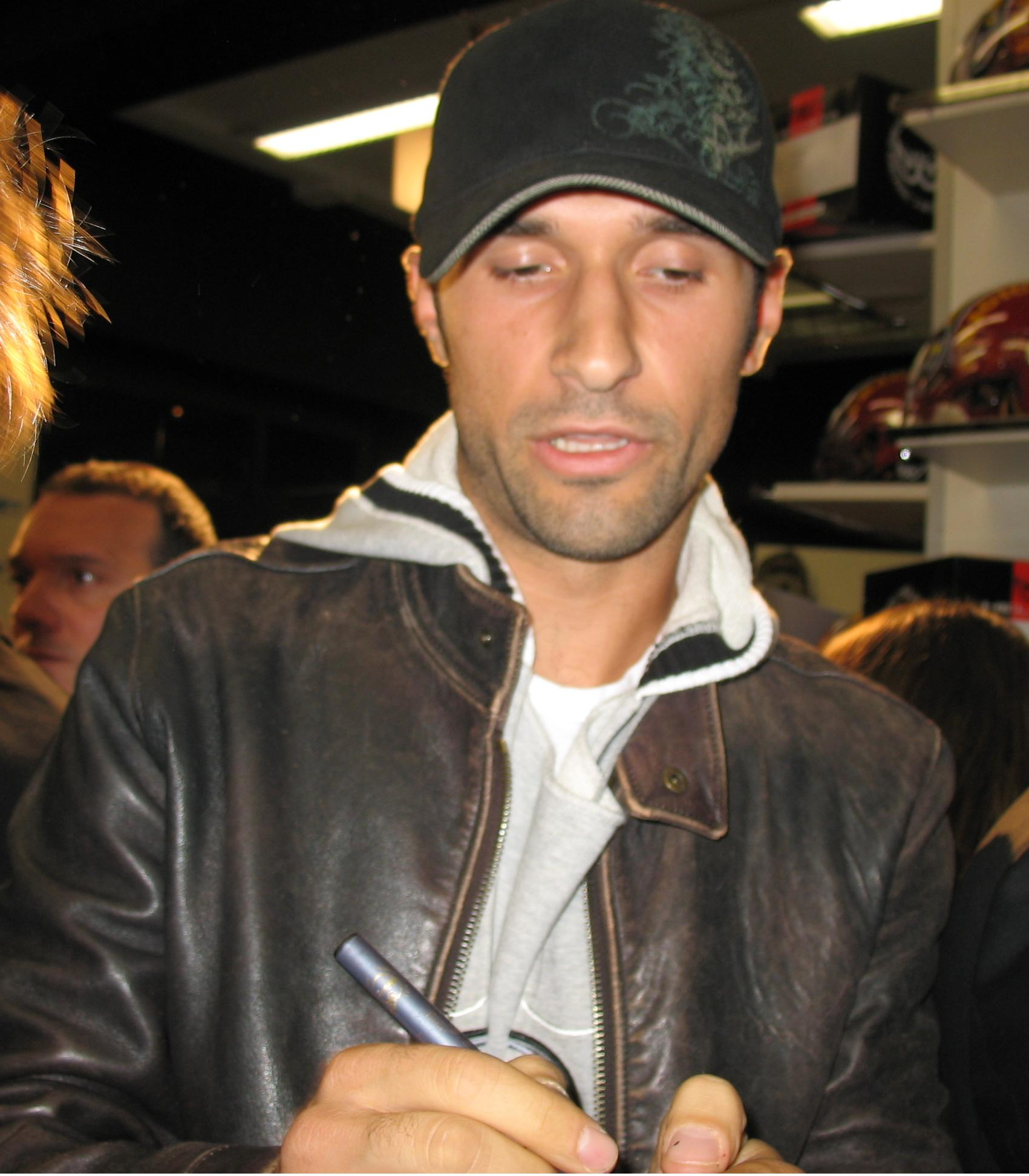
後にビッグクラブに移籍するミルコ・ヴチニッチ

イタリア空軍の下士官を退役後、当時セリエC1に所属するカザラーノにてスポーツマネージャとしてカルチョ界でのキャリアをスタートしている。当時から有望な無名選手を発掘するスカウト能力が高く、1996年には後にイタリア代表にも選出される、当時17歳のファブリッツィオ・ミッコリの発掘を始め、インテルの下部組織出身のパオロ・オルランドーニを獲得するなど、高い先見性を示していた。

### レッチェでの躍進
1998年には、その能力を買われUSレッチェのスポーツディレクターとして迎え入れられる。レッチェに置いても無名選手の発掘に力を入れ、スカウトマンが「面白い選手がいる」と言えば、たとえそれがイタリア国外の無名の大会や、果ては草サッカーのような物であっても、直々に足を運び必ず自身の目でプレーを確認したと言われている。後に15歳11ヶ月でセリエAデビューを果たし、セリエA外国人選手の最年少出場記録を更新するヴァレリ・ボジノフを12歳の頃にスカウトし、2000年初期のズデネク・ゼーマンの超攻撃サッカーやレッチェの躍進を支えたエルネスト・ハビエル・チェバントン、ミルコ・ヴチニッチ、クリスティアン・レデスマなどの発掘、獲得は全てコルヴィーノの功績である。

### フィオレンティーナ時代

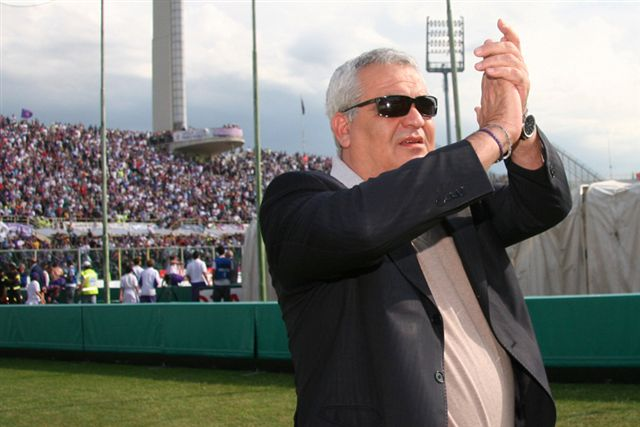
ティフォジの声援に応えるパンタレオ・コルヴィーノ氏

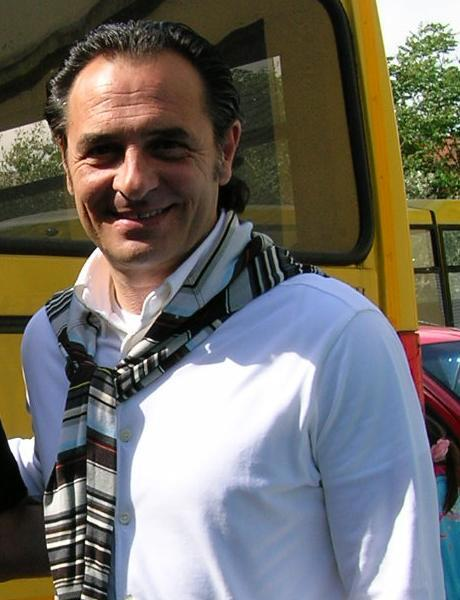
フィオレンティーナの躍進を共に演出するプランデッリ監督

2005年に、セリエA復帰後のクラブ建て直しを計るフィオレンティーナはフロントの大刷新を行い、そのスポーツディレクター（SD）として白羽の矢が立ったのが、当時レッチェで頭角を現していたコルヴィーノであった。フィオレンティーナ会長のディエゴ・デッラ・ヴァッレは、ボジノフをレッチェから獲得する際の交渉相手であったコルヴィーノの交渉手腕や有望選手を獲得する先見性に惚れ込んでおり、このことをきっかけにフィオレンティーナ招聘に到った。
フィオレンティーナのSDに就任するとさっそくその手腕をいかんなく発揮する。前年度に20得点をするものの、遅咲きの選手であったためにビッグクラブが獲得をためらったルカ・トーニを始め、後にフィレンツェの至宝と呼ばれたジャンカルロ・アントニョーニにじきじきに後継者と認められるとまでに成長を果たすリッカルド・モントリーヴォを頭角を現す前に格安でアタランタBCから買取り、数年前まではアマチュアリーグでプレーしていた無名のマヌエル・パスクアルをアレッツォから獲得した。若手選手を育成することを得意とするチェーザレ・プランデッリと共にこのシーズンのフィオレンティーナの躍進を影から支えた。
2006年冬にはズドラヴコ・クズマノヴィッチを獲得がほぼ決まっていたパレルモから強奪するなど、時にその手口は強引とも呼べるが、後にパレルモのSDリーノ・フォスキは「それがカルチョメルカートの交渉術であり、コルヴィーノが1枚上手だっただけだ」と逆に評価している。しかし一方で、この年にレッチェ時代の若手選手獲得に対して、イタリアサッカー連盟が定める規定に違反したとして6ヶ月の活動停止処分が下されている。2006年の夏の移籍市場では主軸となるアドリアン・ムトゥやファビオ・リヴェラーニを獲得し、若手とベテランを融合させたチーム作りを画策する。
2007年はアルトゥーロ・ルポリ、アントニー・ヴァンデン・ボーレ、マヌエル・ダ・コスタなど既に頭角を現し始めている若手選手の獲得にも力を入れていたが、一方でパブロ・ダニエル・オスヴァルド、オンドジェイ・マズフ、ヤン・ハブレといった無名選手の発掘にも余念がなかった。2008年には後にブラジル代表に招集されるフェリペ・メロや、マンチェスター・ユナイテッドFC、レアル・マドリードとの争奪戦を制して当時欧州最高の才能と言われたステヴァン・ヨヴェティッチを獲得している。
2009年には、前年度に900万ユーロで獲得したフェリペ・メロを2500万ユーロでユヴェントスに売却し、評価額が上がる前の選手を獲得していたことを証明する。しかし、サポーターレベルでは犬猿の仲である宿敵ユヴェントスに売却したことにより、激しい非難を浴びることになる。また、代わりに獲得したマルコ・マルキオンニやクリスティアーノ・ザネッティなどの選手が、サポーターの満足の行く面子ではなかったことも批判の助長となる。しかし、シーズンが始まってみると新たに獲得した選手達がチームに新たなクオリティを与え、前年度に1勝することしかできなかったUEFAチャンピオンズリーグにおいて好成績でスタートすることができた。それを目の当たりにしたサポーターは一転して、コルヴィーノに賞賛を与えることになる。
2012年3月18日、フィオレンティーナはコルヴィーノとの契約を延長しないと発表。同年6月を以てクラブ各職を退任し、7年間のフィオレンティーナでのキャリアに幕を下ろした。

## エピソード

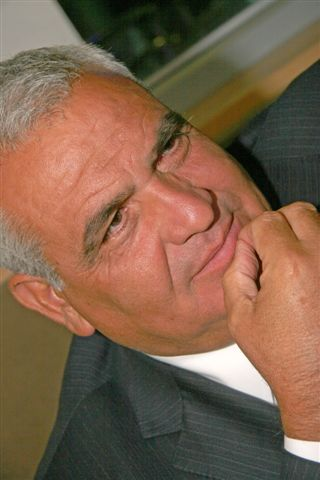
強いキャラクターのコルヴィーノ

- 非常に温和な性格だと言われているが、ことカルチョメルカートに関しては例外であると言えよう。2005年にフィオレンティーナに就任後すぐに、自らが発掘したミッコリやボジノフをクラブの方針と合わないを見ると簡単に手放した。しかし、これはスポーツディレクターとしての有能さを物語るものであって、決して彼自身に感情的な面がないわけではない。

- 2007年の3月、ルカ・トーニがイタリア代表対スコットランド代表戦でドッピエッタ（2得点）をあげた翌日、ルカ・トーニ、クリスティアーノ・ルカレッリ、セバスティアン・フレイはリヴォルノにあるスーゲレ刑務所を訪れた。スーゲレ刑務所に収監されているのは、殺人や麻薬売買を犯した人々である。その収監者の１人、フルヴィオ・リッツォが書いた芝居を囚人たちが演じ、それを観劇しに来たのである。リッツォは39歳で、この刑務所で15年を過ごしてきた。トーニ達を観劇に連れて来たのはコルヴィーノであった。実は彼がレッチェにいたとき、まだ少年だったフルヴィオ・リッツォを指導していたのだ。コルヴィーノは数ヶ月前にリッツォとした約束を、この日果たしたのだ。

- フィオレンティーナのファンからは非常に人気があり、イタリアの現地ではコルヴィーノのチャント（応援歌）が存在する。

## コルヴィーノが獲得後、評価を上げた選手一覧
2009年、ガゼッタ・デロ・スポルト紙はフィオレンティーナ所属選手の総価値は1億8500万ユーロになると発表した。この数字は当時所属していた選手の獲得時の合計移籍金額を大きく上回っており、コルヴィーノが将来性のある選手や適正な評価を得ていない選手を見抜く才があることを証明している。以下に該当する主な選手を上げる。
| 獲得選手名                   | 獲得年 | 獲得時の移籍金額 | 獲得後の評価額 | その他獲得後の特筆すべき評価                         |
| ---------------------------- | ------ | ---------------- | -------------- | ---------------------------------------------------- |
| ルカ・トーニ                 | 2005年 | 1000万ユーロ     | 1100万ユーロ   | 2006年セリエA得点王、FIFAワールドカップ優勝。        |
| リッカルド・モントリーヴォ   | 2005年 | 550万ユーロ      | ※2000万ユーロ  | イタリア代表招集。2007年オスカルデル・カルチョ獲得。 |
| アレッサンドロ・ガンベリーニ | 2005年 | 300万ユーロ      | ※1300万ユーロ  | イタリア代表招集。2006年セリエA最小失点。            |
| マヌエル・パスクアル         | 2005年 | 550万ユーロ      | ※700万ユーロ   | イタリア代表招集。2006年セリエA最小失点。            |
| セバスティアン・フレイ       | 2005年 | 850万ユーロ      | ※2000万ユーロ  | 2006年セリエA最小失点。                              |
| アドリアン・ムトゥ           | 2006年 | 800万ユーロ      | 2000万ユーロ   |                                                      |
| フェリペ・メロ               | 2008年 | 900万ユーロ      | 2500万ユーロ   | ブラジル代表招集。                                   |
| ステヴァン・ヨヴェティッチ   | 2008年 | 800万ユーロ      | ※3000万ユーロ  |                                                      |
| フアン・マヌエル・バルガス   | 2008年 | 1200万ユーロ     | ※2500万ユーロ  |                                                      |

※獲得後の評価額は最高時点のものであり、一部の選手を除いて確定したものではない。

## コルヴィーノのスカウトにより有名になった主な発掘選手
- ファブリッツィオ・ミッコリ
- ヴァレリ・ボジノフ
- エルネスト・ハビエル・チェバントン
- ミルコ・ヴチニッチ
- クリスティアン・レデスマ
- クリスティアーノ・ルカレッリ
- マヌエル・パスクアル
- パブロ・ダニエル・オスヴァルド

## 所属クラブ
- 1995-1998 ：  カザラーノ（セリエC1、セリエB）
- 1998-2005 ：  USレッチェ（セリエB、セリエA）
- 2005- ：  フィオレンティーナ（セリエA）